# 西品川
西品川（にししながわ）は、東京都品川区の地名。現行行政地名は西品川一丁目から西品川三丁目。住居表示実施済区域。

## 地理
品川区の中部に位置する。町域北部は百反通りに接し、これを境に大崎に接する。東部は区役所通りに接し、これを境に広町に接する。南部は二葉に接する。南西部は豊町に接する。西部は戸越に接するため、戸越銀座通りに通じる。町域内は大井町駅、下神明駅、大崎駅の各路線に囲まれた立地にあり、利便性に優れた住宅地である。
近年、西品川一丁目地区では住友不動産などにより都市再開発が進められた。大崎駅から大井町駅までを結ぶ道路ネットワークの強化（補助163号線）と、地域の憩いの核となり防災に貢献する約 8 千㎡の広大な緑地広場、都内最大級の基準階面積1,640坪超を備えたオフィスビル、賃貸マンションなどを整備する計画で、2018年10月に「大崎ガーデンシティ」として完成した。西品川地区の北寄りは大崎駅に近いことから、このように広義の大崎エリアとされることもある。

### 地価
住宅地の地価は、2025年（令和7年）1月1日の公示地価によれば、西品川1-13-3の地点で78万9000円/m2となっている。

## 世帯数と人口
2023年（令和5年）1月1日現在（東京都発表）の世帯数と人口は以下の通りである。
| 丁目         | 世帯数    | 人口     |
| ------------ | --------- | -------- |
| 西品川一丁目 | 2,286世帯 | 4,298人  |
| 西品川二丁目 | 2,412世帯 | 4,081人  |
| 西品川三丁目 | 1,680世帯 | 2,878人  |
| 計           | 6,378世帯 | 11,257人 |

### 人口の変遷
国勢調査による人口の推移。
| 年                 | 人口   |
| ------------------ | ------ |
| 1995年（平成7年）  | 10,679 |
| 2000年（平成12年） | 10,687 |
| 2005年（平成17年） | 11,357 |
| 2010年（平成22年） | 11,179 |
| 2015年（平成27年） | 10,618 |
| 2020年（令和2年）  | 11,690 |

### 世帯数の変遷
国勢調査による世帯数の推移。
| 年                 | 世帯数 |
| ------------------ | ------ |
| 1995年（平成7年）  | 4,939  |
| 2000年（平成12年） | 5,138  |
| 2005年（平成17年） | 5,710  |
| 2010年（平成22年） | 5,953  |
| 2015年（平成27年） | 5,559  |
| 2020年（令和2年）  | 6,526  |

## 学区
区立小・中学校に通う場合、学区は以下の通りとなる（2020年4月時点）。
| 丁目         | 番地                                   | 小学校               | 中学校               |
| ------------ | -------------------------------------- | -------------------- | -------------------- |
| 西品川一丁目 | 25〜26番 28〜30番                      | 品川区立豊葉の杜学園 | 品川区立豊葉の杜学園 |
| 西品川一丁目 | 27番                                   | 品川区立三木小学校   | 品川区立豊葉の杜学園 |
| 西品川一丁目 | その他                                 | 品川区立三木小学校   | 品川区立大崎中学校   |
| 西品川二丁目 | 9番1号 9番15〜17号 9番19号 9番21〜22号 | 品川区立戸越小学校   | 品川区立大崎中学校   |
| 西品川二丁目 | その他                                 | 品川区立三木小学校   | 品川区立大崎中学校   |
| 西品川三丁目 | 全域                                   | 品川区立三木小学校   | 品川区立大崎中学校   |

| 丁目         | 番地                              | 小学校               | 中学校               |
| ------------ | --------------------------------- | -------------------- | -------------------- |
| 西品川一丁目 | 25〜26番 28〜30番                 | 品川区立豊葉の杜学園 | 品川区立豊葉の杜学園 |
| 西品川一丁目 | その他                            | 品川区立三木小学校   | 品川区立大崎中学校   |
| 西品川二丁目 | 1番〜8番 9番4号、6〜14号 10〜24番 | 品川区立三木小学校   | 品川区立大崎中学校   |
| 西品川二丁目 | その他                            | 品川区立戸越小学校   | 品川区立豊葉の杜学園 |
| 西品川三丁目 | 全域                              | 品川区立三木小学校   | 品川区立大崎中学校   |

## 交通
町域内を横須賀線（品鶴線）・東海道新幹線の線路と大崎支線（湘南新宿ラインなどが通る貨物線の線路）が通っているが、町域内にJRの駅はない。町域南端付近に東急大井町線・下神明駅が設置されている。町域外では南東の大井町駅と、北側の大崎駅が利用可能である。

## 事業所
2021年（令和3年）現在の経済センサス調査による事業所数と従業員数は以下の通りである。
| 丁目         | 事業所数  | 従業員数 |
| ------------ | --------- | -------- |
| 西品川一丁目 | 147事業所 | 9,551人  |
| 西品川二丁目 | 110事業所 | 403人    |
| 西品川三丁目 | 100事業所 | 659人    |
| 計           | 357事業所 | 10,613人 |

### 事業者数の変遷
経済センサスによる事業所数の推移。
| 年                 | 事業者数 |
| ------------------ | -------- |
| 2016年（平成28年） | 350      |
| 2021年（令和3年）  | 357      |

### 従業員数の変遷
経済センサスによる従業員数の推移。
| 年                 | 従業員数 |
| ------------------ | -------- |
| 2016年（平成28年） | 1,819    |
| 2021年（令和3年）  | 10,613   |

## 施設

### 公共施設
- 品川区立しながわ中央公園 - 公園の向かいには品川区役所（広町に所在）がある。
- 品川区立そよかぜ公園
- 品川区立西品川公園
- 品川区立西の台公園
- 品川区立鎗ケ崎公園
- 品川区立三ツ木公園
- 品川区立西品川おさんぽ公園
- 品川区立中小企業センター
- 品川区勤労者共済会
- 品川消防署大崎出張所

### 教育機関
- 品川区立三木小学校
- 品川区立大崎中学校
- 品川介護福祉専門学校

### 神社仏閣
- 妙光寺
- 貴船神社

### 郵便局・金融機関
- 西品川郵便局 - 大崎駅西口郵便局に移転。

### 民間施設等
- ファミーユ下神明 - 区民住宅
- 国際ハイヤー（kmグループ）

### 企業
- セガサミーホールディングス[17][18][19]
  - サミー
    - タイヨーエレック
    - サミーネットワークス
    - 銀座
    - ロデオ

  - セガ
    - アトラス

  - セガ フェイブ
    - ダーツライブ
    - セガ・ロジスティクスサービス

  - ウェーブマスター
- ジーグ
- 日本アクセス
- JR東日本コンサルタンツ
- LINE Pay
- LINE証券

### 店舗
- 平和坂通り商店会

### 温泉・銭湯
- 西品川温泉 宮城湯
- 品川記念湯

## 祭事・催事
- 餅つき大会 - 1月
- 貴船神社祭礼 - 6月
- 品川区民まつり（大崎第二地区） - 7月
- 貴船神社盆踊り - 7月
- 西品川三栄会納涼祭 - 8月
- 納涼祭 - 8月

## その他

### 日本郵便
- 郵便番号 : 141-0033[3]（集配局 : 大崎郵便局[20]）。